# فرناندو بينيا لوبيز
فرناندو بينيا لوبيز (بالإسبانية: Fernando Peña López)‏ هو محامي إسباني، ولد في القرن العشرين.

## وصلات خارجية
- الموقع الرسمي